# Schweikartswinden
Schweikartswinden ist ein Gemeindeteil der Gemeinde Buch am Wald im Landkreis Ansbach (Mittelfranken, Bayern). Schweikartswinden liegt in der Gemarkung Gastenfelden.

## Geografie
Unmittelbar östlich des Weilers entspringt der Rothbach, ein rechter Zufluss des Gastenfelder Bachs, der in Hagenau mit dem Froschbächlein zum Hagenbach zusammenfließt. Im Westen liegt der Vordere und Hintere Grasbühl, 0,75 km südwestlich das Griesfeld.
Eine Gemeindeverbindungsstraße führt nach Gaishof (1,2 km nördlich). Eine weitere Gemeindeverbindungsstraße führt zu einer anderen Gemeindeverbindungsstraße (0,7 km südlich) zwischen Stilzendorf (0,3 km östlich) und Schafhof (1 km westlich) bzw. zur Kreisstraße AN 5 (0,5 km östlich) zwischen Stilzendorf (1 km südlich) und Gastenfelden (1,7 km nordöstlich).

## Geschichte
Aus der Ortsnamensendung –winden kann man schließen, dass der Ort zu den Wendensiedlungen zählt, die im Mittelalter von den Obrigkeiten in größerer Zahl planmäßig angelegt wurden.
1802 gab es fünf Untertansfamilien. Zwei hatten die Reichsstadt Rothenburg als Grundherrn und drei das hohenlohische Amt Schillingsfürst.
Im Rahmen des Gemeindeedikts (frühes 19. Jahrhundert) wurde Schweikartswinden dem Steuerdistrikt und der Ruralgemeinde Gastenfelden zugeordnet. Im Zuge der Gebietsreform in Bayern wurde diese am 1. Januar 1974 nach Buch am Wald eingegliedert.

### Einwohnerentwicklung
| Jahr      | 001818 | 001840 | 001861 | 001871 | 001885 | 001900 | 001925 | 001950 | 001961 | 001970 | 001987 |
| Einwohner | 40     | 24     | 39     | 35     | 33     | 35     | 27     | 45     | 24     | 22     | 18     |
| Häuser    | 6      | 5      |        |        | 6      | 7      | 5      | 5      | 5      |        | 5      |
| Quelle    | [ 8 ]  | [ 9 ]  | [ 10 ] | [ 11 ] | [ 12 ] | [ 13 ] | [ 14 ] | [ 15 ] | [ 16 ] | [ 17 ] | [ 1 ]  |

## Religion
Die Einwohner evangelisch-lutherischer Konfession waren ursprünglich nach St. Bartholomäus (Diebach) gepfarrt, seit 1821 ist die Pfarrei St. Maria Magdalena (Gastenfelden) zuständig. Die Einwohner römisch-katholischer Konfession sind nach Kreuzerhöhung (Schillingsfürst) gepfarrt.